# Чемпионат Европы по биатлону 2025
Тридцать второй Открытый чемпионат Европы по биатлону 2025 года (англ. IBU Open European Championships 2025) прошёл с 29 января по 2 февраля 2025 года в спортивном центре для биатлона и лыжных гонок «Грогг», расположенном на высоте 1700 м. в долине Валь-Мартелло близ озера Джоверетто в коммуне Лачес Южного Тироля. Эта итальянская провинция больше известна своим биатлонным стадионом «Зюдтироль-Арена», находящимся в коммуне Антерсельва (нем. Антхольц), где за неделю до чемпионата (23-26 января) состоялся 6 этап Кубка мира по биатлону. В Валь-Мартелло первые гонки прошли лишь в 1992 году. Вскоре после этого в рамках любительского спортивного клуба «Мартель» была основана секция биатлона, а уже в 2007 году в Валь-Мартелло состоялся юниорский Чемпионат мира. За прошедшее время там появились 12 км лыжных и биатлонных трасс, 3 км летних роликовых трасс и стрельбище, практически ежегодно проводятся этапы Кубка IBU (в сезоне 2005/06 (этап кубка Европы), с 2008/09 по 2019/20 (за исключением 2010/11, 2011/12), а также в 2023/24 гг.), в 2024 году прошёл этап паралимпийского Кубка мира по лыжным гонкам и биатлону. Билет на чемпионат стоит 30 евро, на один день — 9 евро, на выходные — 15. Проход для детей до 16 лет бесплатный. Чемпионат Европы, результаты которого входят в зачёт кубка IBU, является главным стартом сезона для спортсменов, выступающих на кубке.
На чемпионат приехали 35 национальных сборных (30 женских и 34 мужских), в том числе сборные США, Канады, Мексики, Бразилии, Аргентины, Чили, Казахстана, Узбекистана и Австралии. Спортсмены из России и Белоруссии не принимали участие в чемпионате. Всего же в первенстве участвовали 132 биатлонистки и 151 биатлонист.
Соревнования прошли как у мужчин, так и у женщин в четырёх дисциплинах — индивидуальной гонке, спринте, преследовании и эстафете. Мужская и женская эстафеты прошли на чемпионате впервые с начала проведения отдельных чемпионатов для взрослых спортсменов и для юниоров в 2016 году. Ранее вместо них проводились смешанная и одиночная смешанная эстафеты.
Гонки чемпионата транслировались телеканалом Eurosport 1.
Чемпионат Европы среди юниоров прошёл с 22 по 26 января в Альтенберге, Германия.

## Общий медальный зачет
| Место | Страна   | 1 | 2 | 3 | Всего |
| ----- | -------- | - | - | - | ----- |
| 1     | Норвегия | 3 | 2 | 1 | 6     |
| 2     | Германия | 2 | 2 | 0 | 4     |
| 3     | Швеция   | 1 | 1 | 2 | 4     |
| 4     | Италия   | 1 | 0 | 2 | 3     |
| 5     | Латвия   | 1 | 0 | 1 | 2     |
| 6     | Франция  | 0 | 2 | 1 | 3     |
| 7     | Австрия  | 0 | 1 | 1 | 2     |
| Всего |          | 8 | 8 | 8 | 24    |

## Результаты гонок чемпионата
| Гонка | Женщины | Мужчины |
| --- | --- | --- |
| Индивидуальная гонка 1. 29 января 2025 (12.30 МСК) Женщины: 15 км 2. 29 января 2025 (16.30 МСК) Мужчины: 20 км  | 1. Йоханна Пуфф 47:06.4 (0+0+0+0) 2. Марлен Фихтнер +9.5 (0+0+0+0) 3. Анна-Карин Хайденберг + 18.0 (1+1+0+1) 4. Амандин Менжин +30.2 (2) 5. Юни Арнеклейв +48.7 (1) 6. Вольдия Гальмас Полен +1:23.8 (3) 7. Юханна Скоттхайм +1:28.6 (2) 8. Линда Цингерле +1:30.8 (2) 9. Штефани Шерер +1:40.8 (2) 10. Леони Жаннье +1:45.9 (2) Финишный протокол | 1. Исак Фрей 54:10.7 (1+1+0+0) 2. Фредрик Мюльбахер +31.7 (0+0+0+1) 3. Эмиль Нюквист +47.2 (0+0+0+1) 4. Ветле Шостад Кристиансен +1:16.7 (2) 5. Йохан-Олав Ботн +1:19.9 (2) 6. Патрик Браунхофер +1:20.4 (3) 7. Йоханнес Дале-Шевдал +1:25.2 (4) 8. Сиверт Гутторм Баккен +1:27.9 (2) 9. Лукас Фратцшер +1:37.9 (2) 10. Микиска Томаш +1:55.7 (2) Финишный протокол |
| Спринт 1. 31 января 2025 (12.45 МСК) Женщины: 7,5 км 2. 31 января 2025 (16.15 МСК) Мужчины: 10 км               | 1. Анна-Карин Хайденберг 21:43.1 (0+0) 2. Амандин Менжин +49.3 (1+0) 3. Байба Бендика +49.4 (0+2) 4. Марте Кракстад Йохансен +50.9 (0) 5. Софи Шово +54.9 (2) 6. Сири Скар +55.5 (1) 7. Йоханна Пуфф +58.4 (0) 8. Ребекка Пасслер +1:07.5 (2) 9. Жилонн Гигонна +1:13.0 (1) 10. Камиль Бене +1:14.4 (2) Финишный протокол                          | 1. Сиверт Гутторм Баккен 25:03.6 (0+0) 2. Ветле Шостад Кристиансен +6.6 (0+0) 3. Фредрик Мюльбахер +10.2 (0+0) 4. Сверре Дален Аспенес +12.0 (2) 5. Исак Фрей +12.7 (1) 6. Эмиль Нюквист +15.2 (0) 7. Никола Романин +18.1 (1) 8. Тео Гийяр-Полле +20.8 (0) 9. Лукас Фратцшер +24.7 (1) 9. Давид Цобель +24.7 (1) Финишный протокол                                 |
| Гонка преследования 1. 1 февраля 2025 (13.00 МСК) Женщины: 10 км 2. 1 февраля 2025 (15.45 МСК) Мужчины: 12,5 км | 1. Байба Бендика 33:54.4 (0+0+0+3) 2. Анна-Карин Хайденберг +15.6 (1+1+1+1) 3. Линда Цингерле +19.2 (0+1+1+0) 4. Туули Томингас +27.6 (2) 5. Софи Шово +27.8 (4) 6. Жилонн Гигонна +35.6 (2) 7. Марте Кракстад Йохансен +41.1 (2) 8. Биргит Шёльцхорн +41.8 (1) 9. Йоханна Пуфф +48.8 (0) 10. Сири Скар +57.5 (2) Финишный протокол                | 1. Патрик Браунхофер 34:27.2 (0+0+0+0) 2. Исак Фрей +22.7 (0+0+2+0) 3. Сверре Дален Аспенес +37.5 (1+0+1+2) 4. Сиверт Гутторм Баккен +46.3 (3) 5. Джакопо Леонезио +1:14.3 (0) 6. Оскар Ломбардо +1:18.5 (6) 7. Никола Романин +1:21.4 (5) 8. Джими Клеметтинен +1:22.4 (3) 9. Фредрик Мюльбахер +1:26.6 (3) 10. Роман Рес +1:31.0 (2) Финишный протокол            |
| Эстафета 1. 2 февраля 2025 (12.45 МСК) Женщины: 4x6 км 2. 2 февраля 2025 (15.45 МСК) Мужчины: 4x7,5 км          | 1. Германия 1:14:04.2 (0+9) (Штефани Шерер, Анна Вайдель, Марлен Фихтнер, Йоханна Пуфф) 2. Франция +22.3 (1+11) (Камиль Бене, Софи Шово, Амандин Менжин, Жилонн Гигонна) 3. Италия +41.4 (1+9) (Ребекка Пасслер, Илария Скаттоло, Биргит Шёльцхорн, Линда Цингерле) Финишный протокол                                                              | 1. Норвегия 1:16:00.1 (0+1) (Ветле Шостад Кристиансен, Сверре Дален Аспенес, Сиверт Гутторм Баккен, Исак Фрей) 2. Германия +2:06.9 (1+12) (Лукас Фратцшер, Симон Кайзер, Роман Рес, Давид Цобель) 3. Франция +2:36.2 (2+17) (Тео Гийяр-Полле, Гаэтан Патюрель, Оскар Ломбардо, Реми Бротье) Финишный протокол                                                       |